# Doodlebug
Doodlebug är en kort psykologisk thrillerfilm från 1997 av regissören Christopher Nolan. Filmens budget var cirka 1000 amerikanska dollar och filmen är endast 3 minuter lång.